# Peripleura
Peripleura là một chi thực vật có hoa trong họ Cúc (Asteraceae).

## Loài
Chi Peripleura gồm các loài: